# 六顺镇
六顺镇，是中华人民共和国云南省普洱市思茅区下辖的一个乡镇级行政单位。
2012年12月28日，云南省人民政府批复同意撤销六顺乡，设立六顺镇。

## 行政区划
六顺镇下辖以下地区：
官房村、高览槽村、南邦河村、炮掌山村、团结村、那棵落村、嘎里村和竹山河村。